# Villarrica
Villarrica là một khu tự quản thuộc tỉnh Tolima, Colombia. Thủ phủ của khu tự quản Villarrica đóng tại Villarrica Khu tự quản Villarrica có diện tích 204 ki lô mét vuông. Đến thời điểm ngày 28 tháng 5 năm 2005, khu tự quản Villarrica có dân số 8240 người.